# Nenying-Kloster
| Tibetische Bezeichnung                     |
| ------------------------------------------ |
| Wylie-Transliteration: gnas snying dgon pa |
| Chinesische Bezeichnung                    |
| Vereinfacht: 乃宁寺                        |
| Pinyin:Naining si                          |

Das Nenying-Kloster (tibetisch: gnas snying dgon pa; chinesisch Naining si 乃宁寺) ist heute ein Gelug-Kloster in Zentraltibet. Es befindet sich im Kreis Kangmar (khang dmar). Es wurde im 8. Jahrhundert gegründet und im 11. Jahrhundert in die Shangpa-Kagyü-Tradition und schließlich im 17. Jahrhundert in die Gelug-Tradition überführt. Der 7. Ganden Thripa Lodrö Tenpa (blo gros brtan pa; 1402–1476) gab seine Mönchsgelübde in Nenying ab.
Das Werk gnas rnying gyen tho (chin. Houzang Naining jiaoshi 后藏乃宁教史) liefert eine Geschichte des Klosters in Tsang, einschließlich ausführlicher Biographien seiner Äbte. Es fand Aufnahme in der tibetischen Buchreihe gangs can rig mdzod.
Auf die Geschehnisse während des britischen Tibetfeldzugs wird mit einer Tafel hingewiesen: Naining si daxuezhan yinglie jinianbei 乃宁寺大血战英烈纪念碑 (Denkmal für die Märtyrer der großen blutigen Schlacht am Naining-Kloster).